# Tournoi des Cœurs Scotties
Le Tournoi des Cœurs Scotties est le tournoi de championnat annuel de curling féminin au Canada sanctionné par l'Association canadienne de curling. Cette compétition a d'abord été connue sous le nom de Championnat canadien de curling féminin.  L'équipe gagnante du tournoi représente ensuite le Canada au volet féminin du Championnats du monde de curling. Depuis 1985, l'équipe gagnante reçoit aussi un droit de participation automatique au championnat canadien de l'année suivante en tant qu'Équipe Canada et ce sans avoir à se qualifier en gagnant la compétition de la province ou elle réside.
La compétition se déroule sous la forme d'un round-robin auquel participe douze équipes, soit l'équipe gagnante de chacun des tournois provinciaux (dix équipes), l'équipe gagnante du tournoi Territoires du Nord-Ouest-Yukon et finalement de l'Équipe Canada. L'Équipe Canada est une particularité du tournoi féminin car au niveau masculin, la douzième place est prise par une équipe provenant du Nord de l'Ontario. À la fin du tournoi à la ronde, les quatre meilleures équipes se disputent le championnat sous la forme d'une double ronde éliminatoire.     

## Histoire

### Précurseurs
Les femmes participent à des tournois provinciaux de curling depuis 1913 au Canada, alors que l'Ontario et le Manitoba organisent des bonspiels. D'autres provinces se joignent à elles et organisent des championnats provinciaux pour les dames, mais il a fallu attendre les années 1950 avant d'assister aux premières compétitions de haut niveau. Un championnat féminin, commandité par la chaîne de grands magasins Eaton, existait dans l'Ouest canadien, mais aucun tournoi semblable n'a lieu dans l'Est. Avec le retrait d'Eaton comme partenaire en 1959, les organisateurs du championnat de l'Ouest en profitent pour transformer leur compétition en championnat pan-canadien.
En 1960, l'Association canadienne de curling féminin est formée, avec l'aide des supermarchés Dominion (en) qui désiraient s'associer à un championnat canadien. Cette année là, les provinces de l'Est organisent un championnat permettant à l'équipe gagnante d'affronter l'équipe championne de l'Ouest. L'équipe de Ruth Smith, de Lacolle, au Québec, affronta le quatre de Joyce McKee de la Saskatchewan dans un match disputé à Oshawa, en Ontario.
L'année suivante, un tournoi est organisé à Ottawa avec la même formule que le Brier. Arrivée avec de nouvelles équipières, Joyce McKee remporte la victoire pour la deuxième fois consécutive.

### Les débuts
En 1967, les organisateurs du tournoi et Dominion sont incapables de conclure une entente et la chaîne de supermarchés met fin à sa commandite. L'Association organise elle-même le tournoi sans soutien financier.
La présidente de l'Association, Sylvia Fedoruk réussit à convaincre Macdonald Tobacco de commanditer la compétition féminine, en plus du Brier que le cigarettier commandite déjà. L'entente débute en 1972 et le tournoi est connu sous le nom de championnat Macdonald Lassie, emprunté à une marque du fabricant.
Les politiques du gouvernement canadien contre la publicité des produits du tabac force Macdonald Tobacco à se retirer de ses activités de commandite, dont sa participation au Brier et au championnat féminin en 1979, la première année des championnats du monde. Pendant quelques années, la compétition nationale féminine se retrouvera sans partenaire commercial.

### Tournoi des cœurs
Robin Wilson, membre de l'équipe championne de 1979 et ex-employée de Scott Paper engage des discussions avec son ancien employeurs. Le fabricant de papier hygiénique accepte et, depuis 1982, le tournoi est commandité par Kruger Products, anciennement connu sous le nom de Scott Paper Limited alors que l'entreprise était une filiale de Scott Paper Company. À cette époque le tournoi portait le nom de Tournoi des cœurs. À la suite de la fusion de Kimberly-Clark avec Scott Paper Company, la filiale canadienne de l'entreprise fut vendue à la firme québécoise Kruger avec un droit d'usage canadien pour la marque de commerce Scott jusqu'en juin 2007, droit obtenu car Kimberly-Clark possédait déjà la marque de commerce Kleenex au Canada. Le tournoi a ensuite été renommé Tournoi des Cœurs Scotties en 2007.
Le premier tournoi des cœurs est remporté par l'équipe de Colleen Jones (en) de la Nouvelle-Écosse en 1982. Elle est d'ailleurs la joueuse à avoir remporté le plus de titres avec six en carrière. Parmi les autres joueuses remarquables à s'être illustrées au tournoi, notons Connie Laliberte (en) et Jennifer Jones du Manitoba, Heather Houston (en) et Marilyn Bodogh (en) de l'Ontario, Sandra Schmirler de la Saskatchewan et Kelly Scott (en) de la Colombie-Britannique.
La présence d'un commanditaire a permis de populariser le championnat. De nos jours, les chaînes TSN et RDS diffusent tout le tournoi. La CBC a transmis les demi-finales et les finales jusqu'en 2007-2008. Les chaînes Sportsnet et CITY ont commencé à diffuser les qualifications provinciales de l'Ontario, du Manitoba et de l'Alberta.